# Balssia gasti
Balssia gasti är en kräftdjursart som först beskrevs av Heinrich Balss 1921.  Balssia gasti ingår i släktet Balssia och familjen Palaemonidae. Inga underarter finns listade i Catalogue of Life.